# Sam Snead
Samuel Jackson "Sam" Snead (27. maj 1912 – 23. maj 2002) var en amerikansk golfspiller, der historisk set er en af sportens mest succesfulde nogensinde. Gennem sin karriere vandt han hele 82 sejre på PGA Touren. Han vandt desuden 7 Major-turneringer, der fordelte sig således:
- US Masters
  - 1949, 1952 og 1954
- British Open
  - 1946
- US PGA Championship
  - 1942, 1949 og 1951

I 2002 døde Snead i en alder af 89 år.

## Eksterne links
- Spillerinfo Arkiveret 16. maj 2006 hos  Wayback Machine